# 소·라·노·오·토
《소·라·노·오·토(ソ·ラ·ノ·ヲ·ト)》 혹은《하늘의 소리》는 일본의 애니메이션 기획, 제작사인, 애니플렉스와 TV도쿄가 함께 진행하고 있는 오리지널 애니메이션 프로젝트 '아니메의 힘(アニメノチカラ)'의 첫 작품이라고 한다. Paradores가 원작을 작성하였으며 A-1 Pictures가 애니메이션을 제작했다. 애니메이션 방영과 함께 만화 등 애니메이션을 원작으로 하는 미디어 믹스로 전개될 예정이다.
또한, 이 작품은 캐릭터 디자인과 작화가 유사하고 음악을 주제로 하는 등 여러가지로 애니메이션 케이온!과 비교되기도 한다.

## 줄거리
시대적 배경은 아득한 미래 나라로 형태도 인종도 많이 달라졌다. 구시대의 건축기술과 여러 풍습이 아직 남아 있긴 하지만 여러 문화가 퇴보된 세계라 지구의 역사조차 확실하게 남아 있지 않다.
며칠간 많은 자원, 물자 등을 얻기 위해 헬베티아 공화국과 로마국 간의 격렬한 교전이 계속해서 일어났다. 서로간의 이득이 되지 않는 싸움 때문에 오히려 양쪽 나라 간의 피해만 더욱더 커져만 같고 승자없는 전쟁을 멈추기 위해 로마국과의 평화회담을 약 5개월간 진행했다. 단순히 자원과 물자를 약탈하기 위한 전쟁이었기 때문에 헬베티아 공화국과 로마국은 휴전협정을 체결하게 되고 계약서에 서명을 했다. 하지만 헬베티아 공화국과 로마국은 평화유지를 계속 유지하면서도 서로 커다란 음모를 계획하기 시작하는데..
노맨즈 랜드 동북부 지역에 위치한 커다란 마을 '트루아주 세이즈' 마을은 약 2만 명의 인구가 살고 있다. 상업 발달이 잘 되어있는 마을이라 여러물건을 팔고 다니는 상인들도 많았고 상점가 거리도 빽빽하게 차 있었다. 세이즈 마을에는 구시대의 학교가 세워져 있다. 그러나 지금은 '성채의 요새'라고 부르고 있고 소규모의 전차소대 주둔지로 쓰이고 있다. 제 1121소대는 헬베티아 국경지대 최전방에서 근무하는 초소지대 같은 존재이다. 워낙 보급이 늦게 들어오는 지역이라 장비도 턱없이 부족한 소대이지만 마을 사람들에게는 무척이나 친근한 소대다. 겉보기에는 평화로운 마을 하지만 이 마을에도 복잡한 전설이 있으니...

## 등장인물
※애니메이션에 나온 내용 및 설정, 넷상에 돌아다니는 정보들을 바탕으로, 저술됨.
소라미 카나타(空深 彼方)
성우 - 카네모토 히사코
15세. 이등병. 통신병 겸 나팔수. 이 작품의 주인공. 음악을 배우고 싶어 군대에 입대한 소녀. 그녀는 세이즈 마을에 있는, 제1121전차소대에 배속된다. 소리를 듣는 것 한해선 매우 뛰어나나, 트럼펫을 제대로 배운 적이 없어 처음엔 실력이 엉망이었으나, 시간이 지날수록 조금씩 실력이 좋아진다. 그녀가 트럼펫을 배우고 싶어하게 된 계기로는, 어렸을 적 부모님을 잃고서 비를 피해 울고 있을 때, 금발의 여군을 만나게 되었는데 그 여군이 트럼펫을 불어 장소를 알려줘 부모님을 찾아 주게 되었고, 그녀는 그 여군이 분 트럼펫 연주에 감명을 받았기 때문이라고 한다.
좌우가 다른 언밸런스한 헤어 스타일이 트레이드 마크. 활기차고 긍정적인 성격이면서도 은근히 여린 구석을 가지고 있다.
카즈미야 리오(和宮 梨旺)
성우 - 코바야시 유우
17세. 상사. 나팔수. 그리고 정체를 숨기고 있지만, 실은 이리아 황녀의 배다른 동생. 카나타가 마을에 왔을 때 제일 먼저 맞이해 준 사람으로, 카나타를 제대로 된 나팔수로 키우고자 그녀에게 트럼펫을 가르쳐 준다. 겉으론 엄격하게 무뚝뚝한 면을 보일 때도 있지만, 기본적으론 정이 많고 사람을 잘 챙겨주는 성격. 이후 로마군하고의 휴전협정이 제대로 진행되지 못 하고 난항을 겪자, 스스로 자신이 해야 할 일이 있다며 부대를 떠난다. 이후 황녀의 신분으로, 로마 황제와 약혼하여 전쟁을 종식시키는 데 일조한다. 그리고 전쟁이 끝난 후 그녀는 다시 소대원들 곁으로 돌아온다.
스미노야 쿠레하(墨埜谷 暮羽)
성우 - 키타무라 에리
14세. 이등병. 포수. 나이는 소라미보다 1살 어리지만 소라미의 맞선임. 이리아 황녀와 리오, 크라우스를 동경하며, 처음엔 리오가 카나타만을 챙겨주는 것에 질투해 그녀에게 심술을 부리나, 성채의 유령 사건으로 친해진다. 보기엔 시끄럽고 드세게 보이지만, 실은 겁도 많고 소대원 모두를 좋아하는 모습을 보이고 있다.
칸나기 노에루(寒凪 乃絵留)
성우 - 유키 아오이
15세.하사(옛 일본군에서 오장(伍長)이라고 하여 하사관에서 가장 아래 등급, 영어으로는 Corporal로 대한민국에선 상병에 해당된다). 조종수 겸 정비공 겸 운전병. 매일 철야로 자립보행전차인 '타케미카즈치'를 조정하고 있어, 아침엔 멍 때리고 있거나 꾸벅꾸벅 졸곤 한다. 하지만 사실은 엄청난 천재로 과거 전쟁에서 큰 활약을 하였다. 하지만 전쟁에서 많은 사람들을 학살했다는 것에 트라우마가 생겨 그와 비슷한 일이 있으면 절규를 한다. 그리고 그 일로 인해, 타인에게 마음을 잘 열지 않고 기계만이 자신의 전부인 것처럼 행동하는 모습을 보이곤 한다.
필리시아 하이데만 (フィリシア・ハイデマン)
성우 - 엔도 아야
18세. 소위. 제1121전차소대의 소대장 겸 전차장. 부드럽고 자상한 성격이며, 청소와 요리 실력은 발군. 소대내에서 최연장자이고 제일 높은 계급이지만, 대장으로서의 권위 의식같은 건 거의 보이지 않고 있다. 항상 소대를 편한 분위기로 조성하려고 노력하고 있으며, 그로 인해 쿠레하에게서 군대답치 않는 등, 상관답지 않다는 등의 잔소리를 듣곤 한다.
실은 그녀는 과거 전쟁에서 많은 동료들이 죽고 자기 혼자만 살아 남은, 아픈 기억을 가지고 있다.
나오미(なおみ)
성우 - 야소카와 마유노
42세. 세이즈 마을에서 골동품상 '윈드밀'의 점주. 당찬 여장부로서 혼자서 가게를 운영하고 있다. 소대원들하곤 매우 친분이 있는 사이로, 소대원들이 그녀에게 신세를 지기도, 그녀가 소대원들에게 도움을 얻기도 한다.
크라우스(クラウス)
성우 - 이시즈카 운쇼
51세. 소령. 제1121전차소대가 속해 있는, 헬베테아 공화국 소속. '사막의 늑대'라 불리던 '미러클 크라우스'와 동명이어서, 항상 쿠레하에게 동경의 대상이 되고 목표가 되는 인물. 사령부와 전차소대간의 물자 및 인물 수송과 임무 전달 등의 일을 한다.
유미나(ゆみな)
성우 - 후쿠엔 미사토
16세. 세이즈 마을에 있는, 교회의 수녀. 상냥한 성격의 소유자. 교회에 맡겨진 아이들을 돌보며 지내고 있다.
세이야(せいや)
성우 - 히라타 마나
6세. 교회에 맡겨진 아이. 전쟁으로 인해 가족들을 잃어서 군인들을 매우 싫어하나, 천성은 착한 아이.
미시오(みしお)
성우 - 타카하시 마유코
7세. 교회에 맡겨진 아이. 카나타가 마을에 처음 왔을 때 만난, 밝고 건강한 여자 아이.
이리아(いりあ)
성우 - 오노 료코
헬베테아 공화국의 제1황녀. 과거 전쟁에서 전차병으로 참가해, 수많은 공적을 이루었다고 한다. 리오한테는 언니이면서 트럼펫을 가르쳐 준 사람이자, 카나타에겐 음악을 배우고 싶은 소망을 갖게 만든 여성. 또한 그녀는 정통 로마와의 개선하기 위해 로마 황제에게 시집 갈 운명이었다고 하나, 그녀는 이런 자신의 운명을 받아들였다고 한다. 그러다 그녀는 2년 전 강가에 빠진 아이를 구하다가 세상을 떠나고 만다.

## TV 애니메이션 주제가
오프닝 <빛의 선율(光の旋律)>
작사ㆍ작곡ㆍ편곡 - 카지우라 유키
노래 - Kalafina
엔딩 <Girls, Be Ambitious>
작사 - 이소타니 카에 / 작곡ㆍ편곡 - 히구레 카즈히로
노래 - 토마츠 하루카